# Гарцбург
51°52′17″ пн. ш. 10°34′03″ сх. д. / 51.8714° пн. ш. 10.5675° сх. д.Великий Гарцбург — це руїни колишнього імператорського замку на північному краю гір Гарц, прямо над Бад-Гарцбургом в районі Гослар, Нижня Саксонія (Німеччина).

## Інтернет-ресурси
- Rekonstruktionsversuch als Zeichnung im mittelalterlichen Zustand von Wolfgang Braun
- Harzburg, auf burgenwelt.de
- Förderverein Historischer Burgberg Bad Harzburg e.V., auf die-harzburg.de
- Burgbeschreibung bei Region Braunschweig-Ostfalen